# Bipolaryzm
Bipolaryzm – dwubiegunowość rywalizacji politycznej. Oznacza, że o władzę zabiegają z realnymi szansami tylko dwie partie, z których jedna lokuje się po lewej, a druga po prawej stronie sceny politycznej. Rywalizacja dwubiegunowa wiąże się z wzajemną opozycyjnością obu stron we wszystkich ważniejszych kwestiach społecznych. Opozycyjność ta złagodzona jest przez fakt, że po obu stronach istnieje silna orientacja centrowa, co powoduje postępujące zmniejszanie się dystansu ideologicznego w ramach systemu partyjnego.
Przedmiotem konfliktu międzypartyjnego są przede wszystkim kwestie gospodarcze np:
- rola sektora prywatnego w produkcji dóbr i usług
- zasięg planowania
- polityka monetarystyczna
- polityka podatkowa

a także kwestie społeczne np:
- kształt polityki socjalnej
- zagadnienia etyczne
- rola jednostki we wspólnocie

Nie występują jednak inne pola konfliktu, takie jak problemy narodowościowe, etniczne czy religijne.
Bipolaryzm cechuje przede wszystkim systemy dwupartyjne oraz systemy partyjne umiarkowanie spolaryzowane (Austria, RFN, kraje skandynawskie do lat sześćdziesiątych).
Powszechnie uważa się, że dwubiegunowość rywalizacji sprzyja stabilizacji politycznej, utrwalając wzorce zachowań wyborczych i strategii partyjnych.
Bipolaryzm oznacza również osłabienie politycznego  znaczenia partii radykalnych (ultralewicy i ultraprawicy), niezdolnych do zapewnienia sobie liczącego się poparcia społecznego.